# Hydrocotyle geraniifolia
Hydrocotyle geraniifolia är en växtart i släktet Hydrocotyle och familjen araliaväxter.
Arten förekommer i östra och sydöstra Australien. Den beskrevs av Ferdinand von Mueller 1855.